# Zrostnicowate
Zrostnicowate (Zygnemataceae Kützing 1843, Zygnemaceae) – rodzina glonów z gromady zielenic (ramienic). 

Cylindryczne jednojądrzaste komórki tworzą nici. Rozmnażanie przez podział nitek, podział komórek lub płciowe – przez zlewanie się całych protoplastów (koniugację). Najczęściej jest to koniugacja drabinkowa. Mogą też wytwarzać partenospory lub aplanospory oraz akinety. W odróżnieniu od desmidii, podział komórki może nastąpić w dowolnym jej miejscu. Ściana komórkowa składa się z dwóch warstw - otaczającej poszczególne komórki oraz otaczającej całą nić (która może być uznana za specyficzną kolonię). Nitki zwykle są jednakobiegunowe i rzadko mają odgałęzienia. Chloroplasty płytkowate (zwykle pojedyncze), np. u mużocji (Moueotia), gwiaździste (zwykle podwójne), np. u zrostnicy (Zygnema), zygnemopsisa (Zygnemopsis), dyskowate, podwójne, np. u pleurodyskusa (Pleurodiscus, włączany do rodzaju Zygnema) lub wstęgowate, śrubowato zwinięte, np. u skrętnicy (Spirogyra). Zawierają pirenoidy z ziarnami skrobi. Barwniki fotosyntetyczne to: chlorofil a i b, β-karoten, luteina, ksantyna, wiolaksantyna i neoksantyna.
Występują wyłącznie w wodach słodkich i na wilgotnej glebie. Kłębowiska nici tworzą maty pleustonu.
W serwisie AlgaeBase na początku 2013 r. zebrano następujące rodzaje:
- Debarya
- Lloydina
- Mougeotia (mużocja)
- Mougeotiella
- Mougeotiopsis
- Neozygnema
- Sangirellum
- Sirocladium
- Sirogonium
- Spirogyra (skrętnica, rodzaj najliczniejszy w gatunki)
- Temnogametum
- Temnogyra
- Trigonum
- Zygnema (zrostnica)
- Zygnemopsis
- Zygogonium

Jak również kilkanaście kolejnych w tym okresie uznawanych za synonimiczne wobec któregoś z powyższych.